# Znaimer Kapuzinerkloster

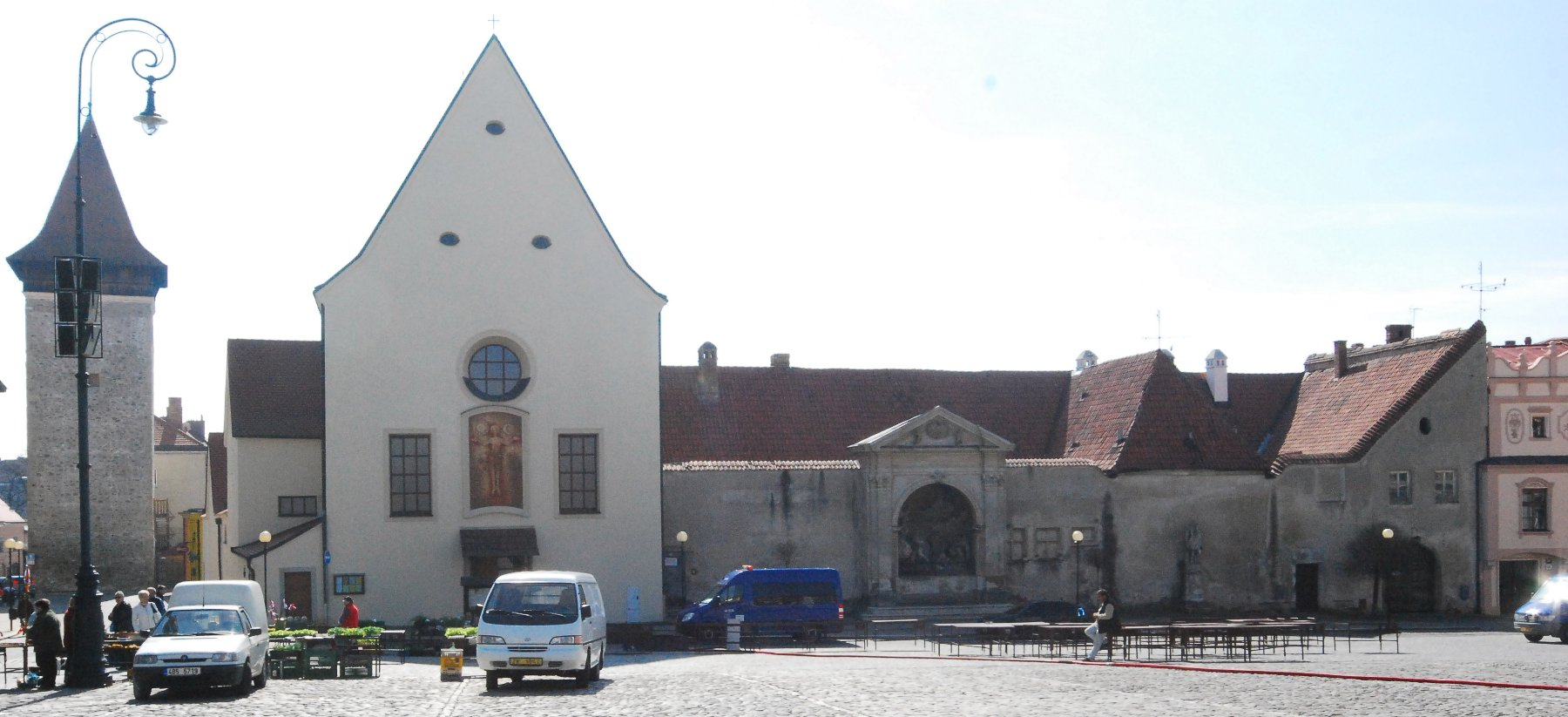
Ehemaliges Kapuzinerkloster in Znaim

Das Znaimer Kapuzinerkloster war ein Kloster in der Stadt Znojmo (Znaim) in Südmähren.

## Geschichte
Die Gründung des Znaimer Kapuzinerklosters dürfte auf eine Initiative des Erzbischofs von Olmütz, Franz Xaver von Dietrichstein, zurückgehen. Die Grundsteinlegung des Klosterbaues mit 39 Klosterzellen auf einem Grundstück am Südrand des Hauptplatzes (heute: Masarykovo náměstí) der Stadt erfolgte im Jahr 1628 in Gegenwart von Kaiser Ferdinand II. Das dazu notwendige Grundstück war ursprünglich mit acht Bürgerhäusern bebaut und wurde von Graf Cäsar von Gall für diesen Zweck erworben. Eines dieser Gebäude war Eigentum des ebenfalls in Znaim ansässigen Dominikanerordens. Als Ersatz erhielt der Orden ein anderes Haus in der Stadt.
Die dem Heiligen Johannes der Täufer gewidmete Klosterkirche wurde 1632 vom Olmützer Weihbischof Johann Ernest geweiht. Am 20. November 1723 besuchten Kaiser Karl VI., Kaiserin Elisabeth Christine sowie zwei Erzherzoginnen hier zwei Heilige Messen. 1829 wurde die Glocke der Kirche Sankt Johannes der Täufer von Theresia Florido in Znaim neu gegossen und von Cyrill Rapp, dem Abt des Augustinerklosters in Altbrünn, in Schattau, dem Sitz des Znaimer Archibresbiterats neu geweiht.
1754 wurde an der dem Hauptplatz zugewandten Klostermauer eine kleine Kapelle mit der Darstellung einer Szene vom Ölberg als Steinrelief errichtet. 1841 wurde diese offene Kapelle auf Kosten vom Kaufmann Alois Haase renoviert.
Aus Gründen des Brandschutzes wurde 1782 ein neuer Saal für die Klosterbibliothek errichtet. Der aus Znaim stammende Maler Adalbert Rada gestaltete dessen Decke.
Bis zur Gründung des mährisch-schlesischen Religionsfonds bestritten die Kapuziner ihren Lebensunterhalt von den Spenden der Bewohner der Stadt und des Kreises Znaim. Zusätzlich wurden sie vom Stift Klosterbruck, der Propstei auf dem Pöltenberg, den Jesuiten und den Herrschaftsbesitzern bis zu deren Aufhebung unter Joseph II. unterstützt. Nach der Abschaffung der Almosen-Sammlungen erhielt das Kloster für jedes Ordensmitglied vom Religionsfonds einen jährlichen Fixbetrag. 1843 genehmigte Kaiser Ferdinand I. die Übernahme von Reparaturkosten durch den mährisch-schlesischen Religionsfonds.
Um 1950 wurden die Kapuziner aus ihrem Kloster vertrieben. Das Gebäude wurde später als Wohnheim für Touristen weitergeführt und steht derzeit leer.

### Klosterbibliothek
Der Bestand einer Klosterbibliothek ist ab dem Jahr 1636 nachweisbar. Vor allem im 18. Jahrhundert erfolgten durch Ankäufe immer wieder wesentliche Erweiterungen des Bestandes. Nach der Aufhebung des in der Nähe gelegenen Stifts Klosterbruck konnten aus dessen zum Verkauf angebotenen Beständen ebenfalls rund 100 Bände angekauft werden.
Nach der amtlichen Schließung des Kapuzinerklosters kam die Bibliothek mit rund 3200 Bänden unter die Verwaltung der Brünner Universitätsbibliothek und wurde in ein Depot in der Nähe von Brünn verlegt.
In der Klosterbibliothek wurde aber auch ein Schuh von Papst Innozenz XIII. aufbewahrt. Diesen hatte der Graf von Schaumburg vom Papst erhalten und an das Kloster weitergegeben.